# Claudio Salvatore Balzari
Claudio Salvatore Balzari (Colorno, 25 dicembre 1761 – Parma, 17 aprile 1839) è stato un pittore italiano.